# Monumento al Sagrado Corazón de Jesús del Cerro de los Ángeles
El monumento al Sagrado Corazón de Jesús se encuentra situado en el Cerro de los Ángeles, en Getafe (Madrid). Se localiza en un cerro testigo, enfrente de la ermita de Nuestra Señora de los Ángeles, en el considerado centro geográfico de España. Fue mandado construir por el Ayuntamiento de Getafe siguiendo una piadosa recomendación que se extendía por todo el país a raíz de la consagración de todo el género humano al Sagrado Corazón de Jesús, llevada a cabo por el papa León XIII en el Año Santo de 1900 y la consagración pública del país al Sagrado Corazón en 1919.

## Historia

### Precedentes
A principios del siglo XX se empieza a despertar la idea de levantar un monumento nacional al sagrado Corazón de Jesús. El promotor inicial sería Francisco Belda y Pérez de los Nueros, quien en el diario La Semana Católica publicó una carta en la que proponía su construcción en el Cerro de los Ángeles. Los principales motivos alegados fueron la posibilidad de divisarlo desde cualquier punto de Madrid y su situación central en la Península.
En 1911 se celebró en Madrid el XXII Congreso Eucarístico Internacional en Madrid. En este marco se celebró la primera consagración oficial al Sagrado Corazón en la capilla del Palacio Real. Fue realizada por el padre claretiano Juan Postius con la aprobación de los reyes y el legado pontificio del Congreso, el cardenal primado de Toledo Gregorio Aguirre García. El pueblo siguió el acto desde la plaza de Oriente.

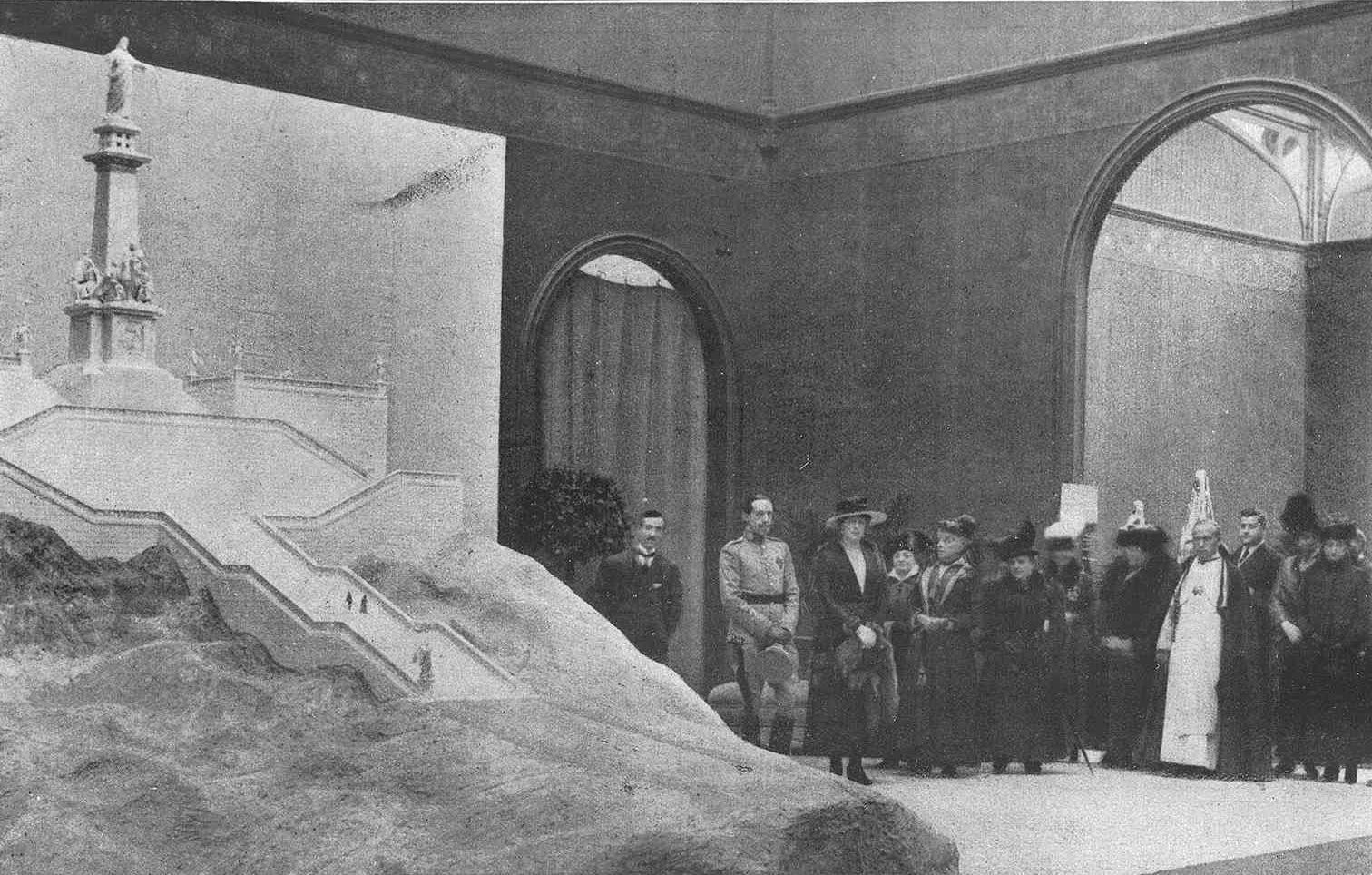
Exposición del proyecto de monumento al Sagrado Corazón en Madrid en 1916

Poco a poco se fueron propagando por todo el país las entronizaciones en hogares, pueblos e instituciones, hasta que se decide poner en marcha la construcción del monumento nacional. Elegido el Cerro de los Ángeles como lugar de construcción, en 1916 se coloca la primera piedra. El acto fue oficiado por el obispo de Madrid-Alcalá José María Salvador y Barrera. El papa Benedicto XV concedió indulgencias a todos aquellos que colaborasen con la construcción.

### Construcción
Fue una obra conjunta del arquitecto Carlos Maura Nadal y del escultor Aniceto Marinas. La iniciativa partió del abogado y terciario franciscano Ramón García Rodrigo Nocedal. El monumento se edificó con las aportaciones de miles de españoles que colaboraron. La imagen de Jesús fue donada individualmente por Juan Mariano de Goyeneche, conde de Guaqui. El monumento era todo de piedra caliza en tonos ligeramente amarillentos. Contaba con dos grupos de esculturas laterales, uno de los cuales representaba a la "Humanidad santificada" y el otro a la "Humanidad que tiende a santificarse". En el primero de los grupos figuraban los santos siguientes: Santa Margarita María de Alacoque, religiosa de la Visitación, San Agustín, San Francisco de Asís, Santa Teresa de Jesús, Santa Gertrudis, el beato Bernardo de Hoyos y San Juan Evangelista. En el segundo grupo, que estaba situado a la izquierda del monumento, se representaba el camino para llegar al cielo mediante la práctica de la caridad, del amor, de la humildad y del arrepentimiento. La caridad estaba representada por una hija de San Vicente de Paúl y cinco niños guiados por ella. Otro grupo de cinco figuras representaba la Virtud y el Amor, personificada la primera por una joven de elevada alcurnia y una niña con el traje de primera comunión, y el segundo, por un hombre y una mujer del pueblo con un niño en brazos.
La altura del monumento era de 28 m, incluida la figura, a la que correspondían 9 m desde el plinto. El ancho era de 31,5 m, y de fondo tenía 16 metros. Estaba construido con piedra de Almorquí, y se emplearon 882 toneladas de material.

### Inauguración
La inauguración del monumento se programó para el 10 de noviembre de 1918, pero la pandemia de gripe española que se había extendido por todo el país impidió la celebración y hubo de posponerse. El 30 de mayo de 1919 fue finalmente inaugurado con la presencia de las principales autoridades civiles y eclesiásticas. El gobierno asistió en pleno, encabezado por el presidente Antonio Maura. Por parte de las autoridades eclesiásticas asistieron 23 prelados, encabezados por el nuncio Francos Ragonesi, el cardenal primado Victoriano Guisasola y Menéndez y el obispo de Madrid-Alcalá Prudencio Melo y Alcalde. Tras la celebración de la Eucaristía en el altar al pie del monumento, el rey Alfonso XIII lo inauguró solemnemente con la consagración de España al Sagrado Corazón de Jesús.

Coonsagración de España al Sagrado Corazón de Jesús
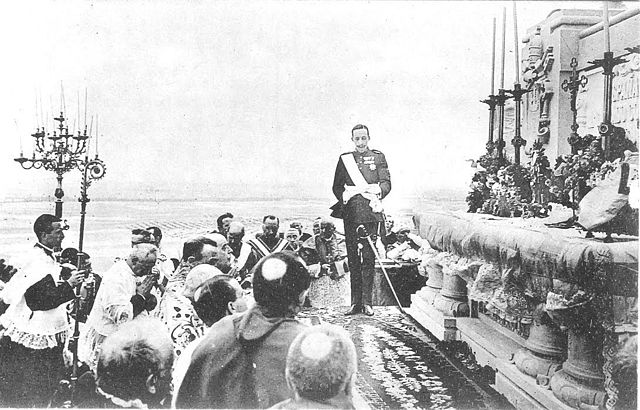
Discurso de Alfonso XIII
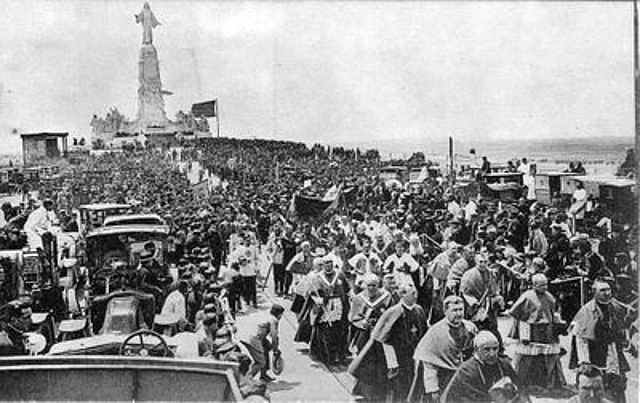
Procesión del Santísimo Sacramento desde el monumento
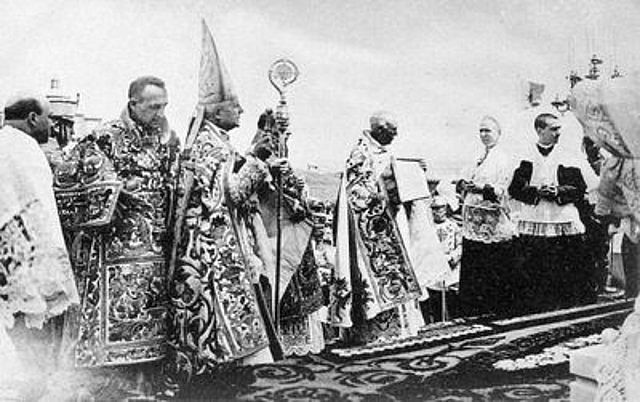
El nuncio Francesco Ragonesi bendice el monumento
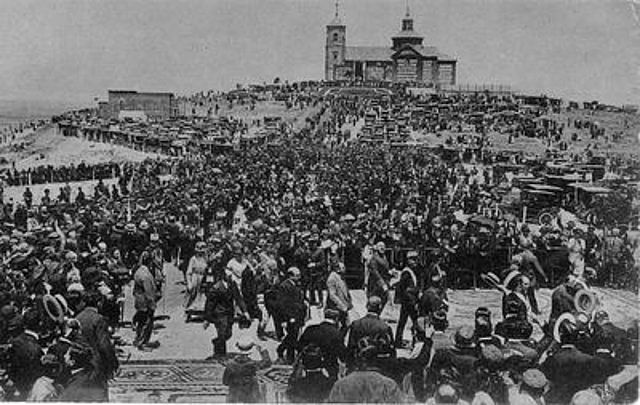
Explanada del cerro hacia la ermita

### Destrucción

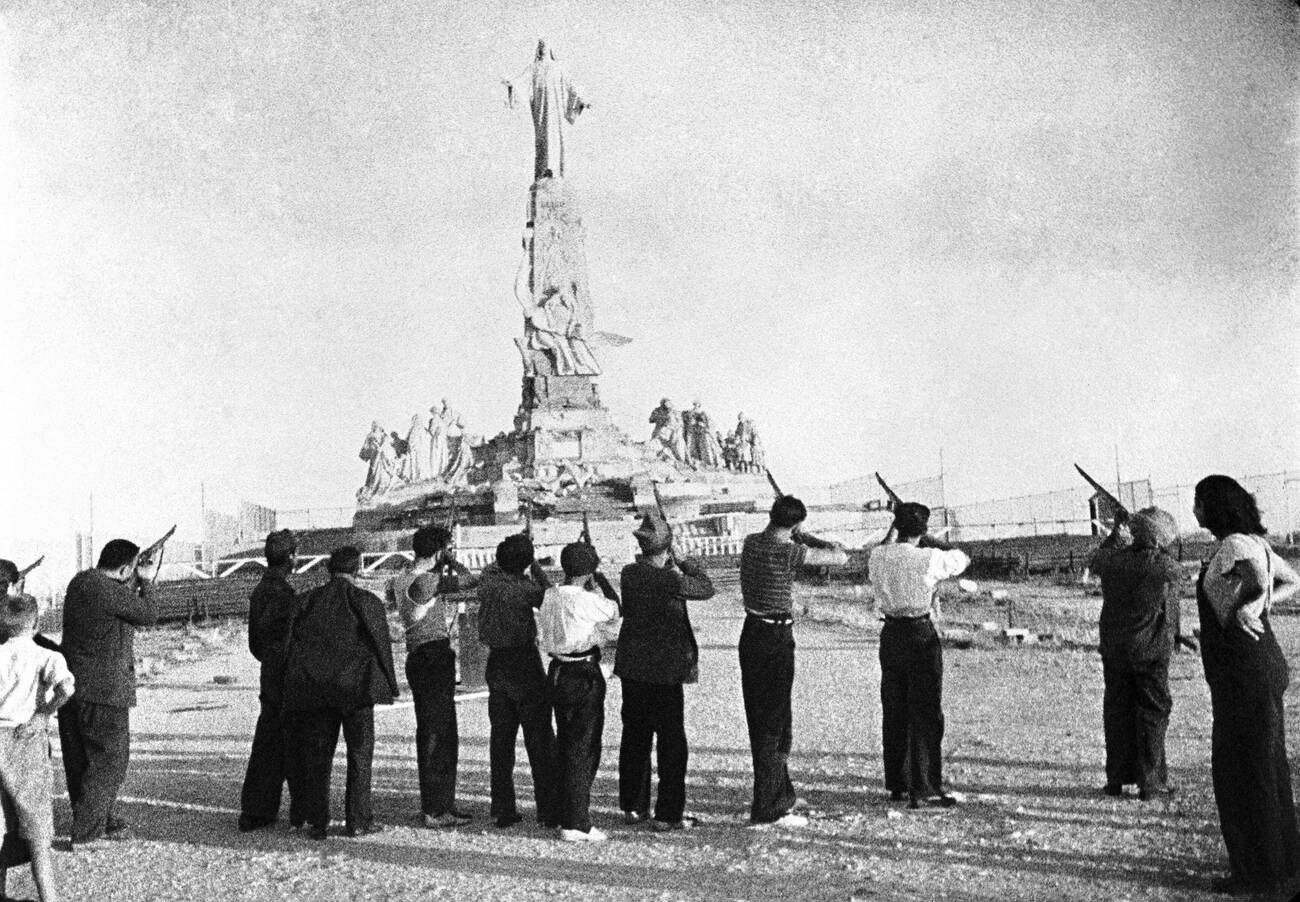
Fotografía del «Fusilamiento de la imagen del Cristo» durante la Guerra Civil Española

Al inicio de la Guerra Civil, el 23 de julio de 1936, cinco jóvenes fueron asesinados por defender y guardar el monumento de posibles atentados. Días después de los asesinatos, el 7 de agosto, milicianos del bando republicano llevaron a cabo una "ceremonia" por ellos mismos fotografiada, de fusilar la imagen de Jesús; tras ello, procedieron a la destrucción de las esculturas, primeramente "a mano" y por último, dada la dureza de su material, recurrieron a la dinamita hasta lograr reducirlo a ruinas. La prensa del Frente Popular publicó en portada y en primera página las fotografías del "fusilamiento" y comentó favorablemente el hecho ("Desaparición de un estorbo"). El Ayuntamiento de Getafe, en decisión refrendada por el Gobierno de la República, cambió el nombre cerro de los Ángeles por el de "cerro Rojo", nombre que conservó hasta el final de la guerra civil.

### Reconstrucción

#### El nuevo monumento

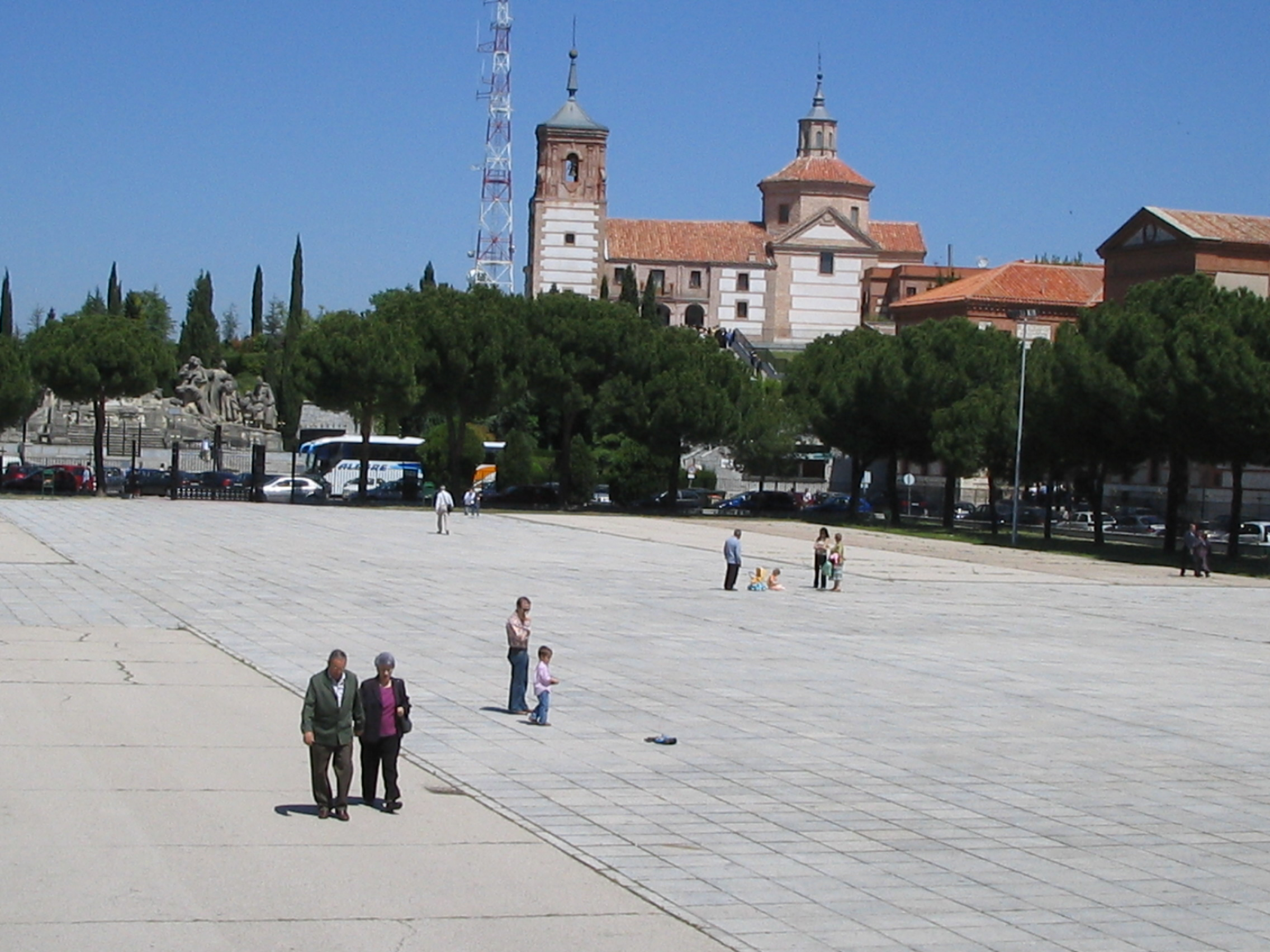
Explanada del Cerro de los Ángeles, a la izquierda el antiguo monumento desplazado de su posición original

Terminada la guerra, el régimen de Franco recuperó su nombre original y dio orden de construir un nuevo monumento, réplica del anterior, que comenzó a edificarse en 1944 según el proyecto de los arquitectos Pedro Muguruza y Luis Quijada Martínez. La imagen del Sagrado Corazón de Jesús y su pedestal fueron de nuevo obra de Aniceto Marinas, y los grupos escultóricos de la base de Fernando Cruz Solís. El monumento muestra a Cristo, con los brazos abiertos. Esta nueva imagen es de 11,50 metros. El pedestal sobre el que se apoya, de 26 metros, está rematado con la leyenda Reino en España. En la base de éste se encuentra un altar, debajo del cual se encuentra la oración Sagrado Corazón, en vos confío. Encima de éste, en el centro figura la locución España al Sagrado Corazón de Jesús. A los lados se encuentran, a la izquierda, el escudo del papa León XIII y, a la derecha, el escudo episcopal del entonces nuncio en España Francesco Ragonesi.
Los grupos escultórico están situados a los laterales del pedestal. Los grupos delanteros representan a la España misionera y a la España defensora de la fe. Los dos grupos posteriores representan a la Iglesia militante y a la Iglesia triunfante. Estos dos últimos están personificados por las figuras originales pero dispuestas en distinto orden.
El primer grupo está representado por: Isabel la Católica, Cristóbal Colón, Hernán Cortés y Fray Junípero Serra.
El segundo grupo representado por: Osio, obispo de Córdoba, Don Pelayo, Diego Laínez, Juan de Austria y el beato Anselmo Polanco.
El tercer grupo representado por: La caridad, personificada por una religiosa guiando niños, la virtud, representada por una niña con flores y otra vestida de niña de primera comunión, el amor, representado por un hombre y una mujer del pueblo con un niño en brazos y además un hombre desnudo que se dirige a Cristo.
El cuarto y último grupo representado por: San Agustín, San Francisco de Asís, Santa Margarita María de Alacoque, Santa Teresa de Jesús, Santa Gertrudis y el beato Bernardo de Hoyos.

Conjuntos escultóricos
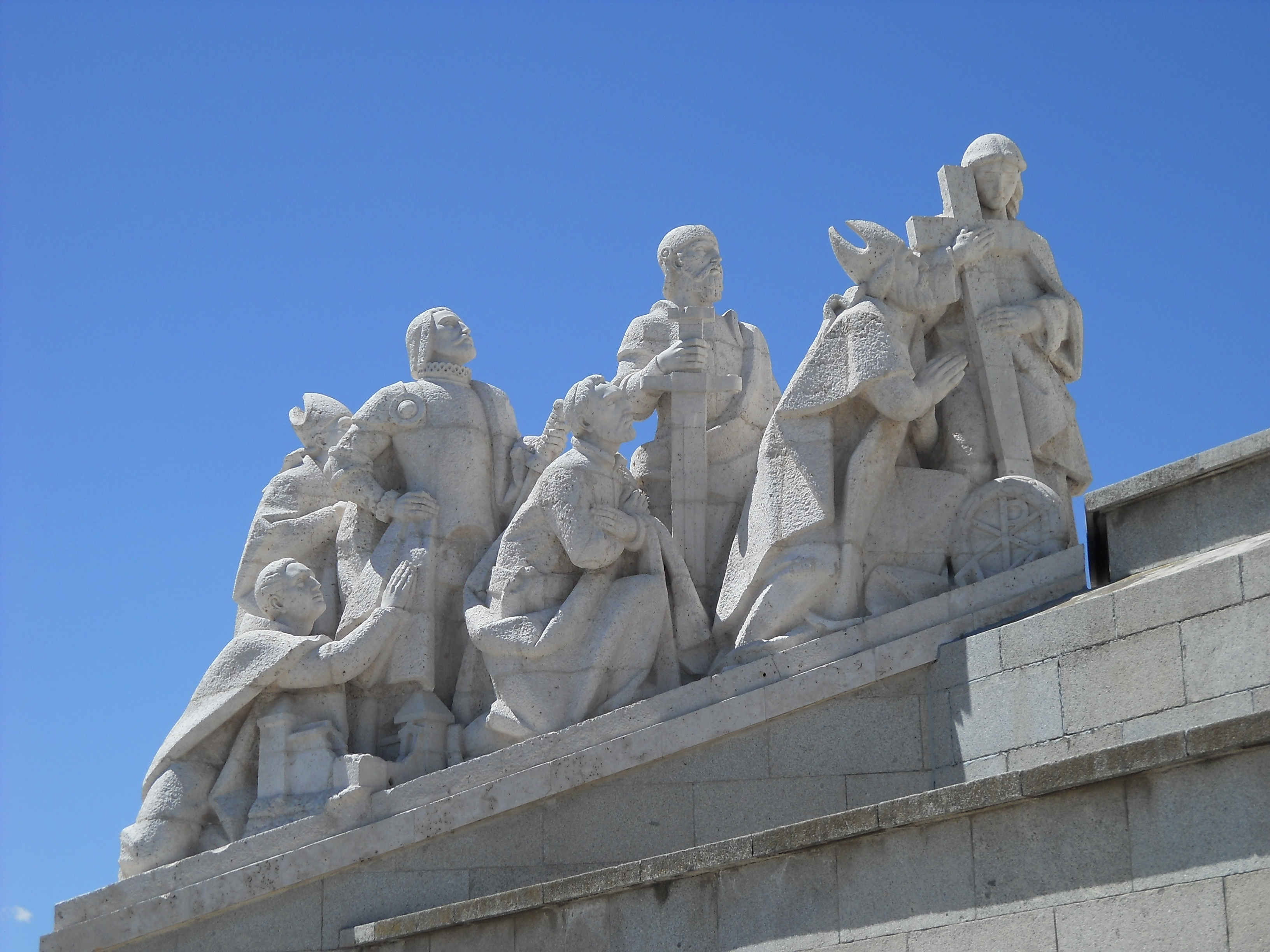
España defensora de la fe
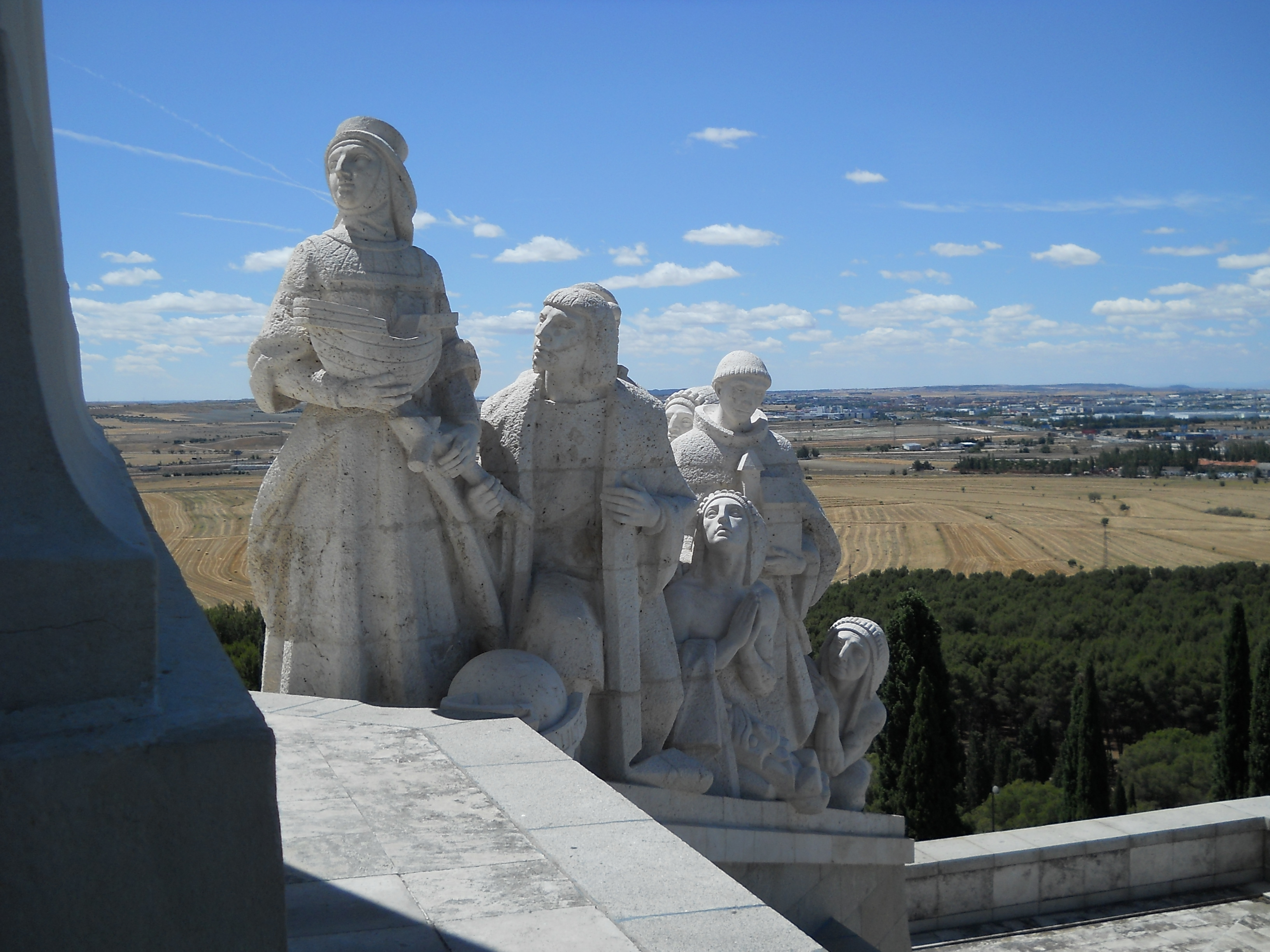
España misionera
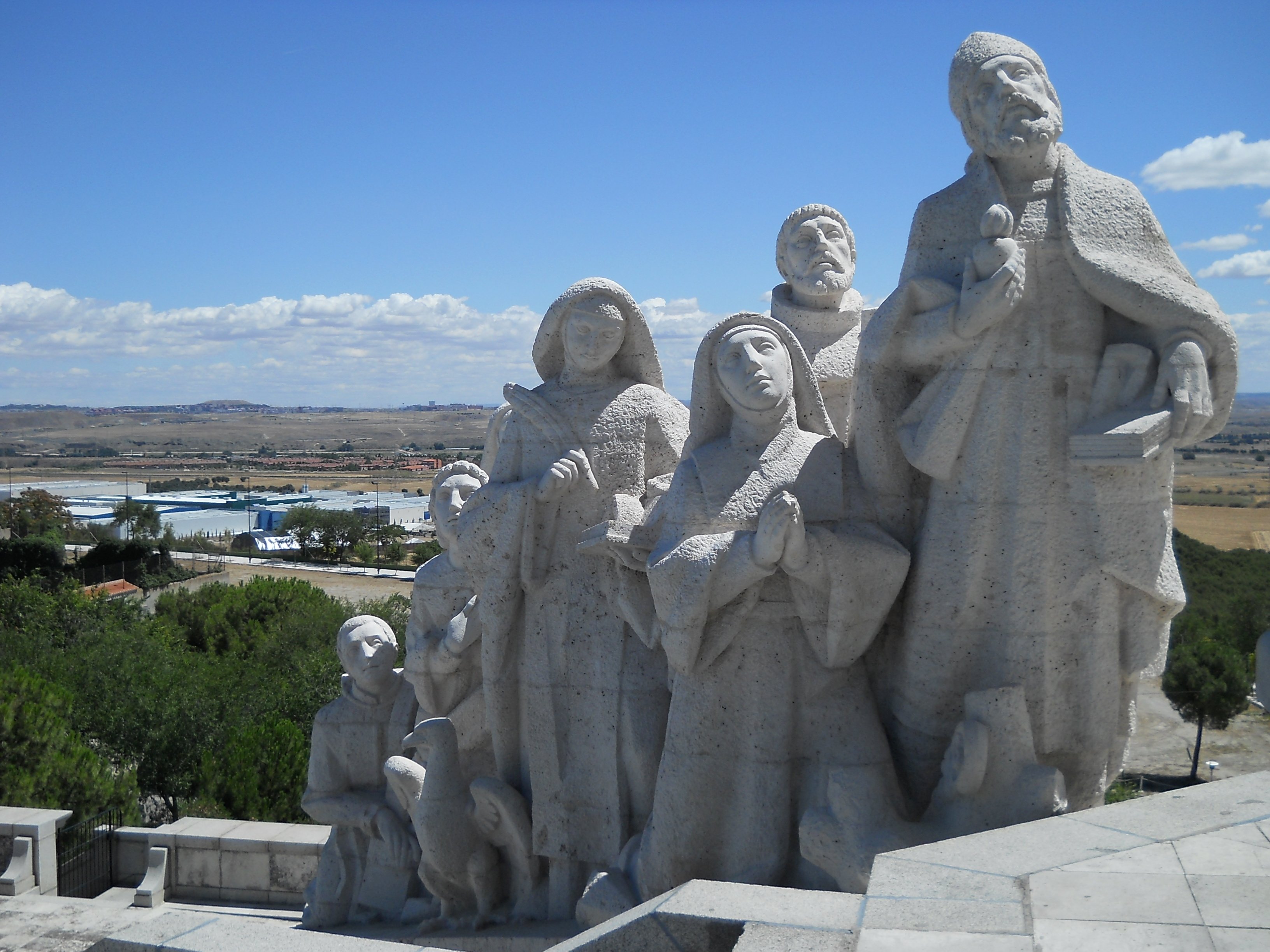
Iglesia triunfante
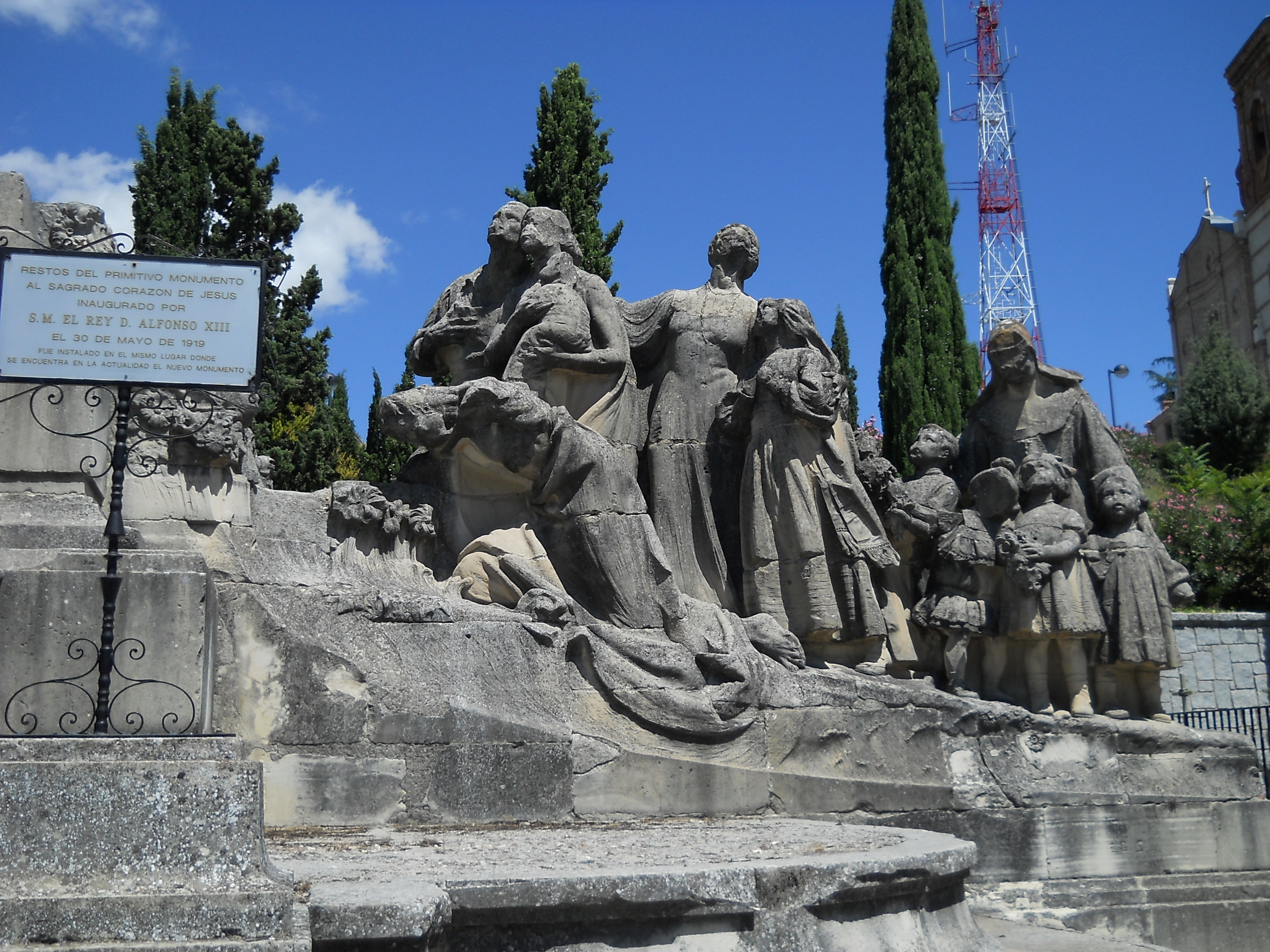
Iglesia militante (Monumento antiguo)

El año de la reconstrucción coincidió con el 25 aniversario de la Consagración de España al Corazón de Jesús. La Santa Sede concedió la celebración de un Año Jubilar para todos aquellos que peregrinaran a los restos del monumento. A lo largo de todo el año se registraron 346 peregrinaciones y un total de 212 104 peregrinos. Para el 30 de mayo se instaló un catafalco de 8 pisos con banderas de España, de Acción católica y asociaciones religiosas. Sobre las ruinas del pedestal se instaló una gran cruz con un altar. Las fuentes oficiales registraron ese día 150 000 personas que participaron de los actos de ese día.
El 25 de junio de 1965 fue inaugurado el nuevo monumento, conservándose las ruinas de lo que quedó del anterior monumento (la base y el arranque del pedestal) en un nuevo emplazamiento en frente de la explanada. El nuevo monumento se levantó en el mismo lugar que ocupaba el original. El 31 de mayo de 1969 se celebró el 50 aniversario de la Consagración de España al Corazón de Jesús. En esta ocasión se celebró una Eucaristía en la explanada a la que asistió el jefe del Estado Francisco Franco, el príncipe Juan Carlos, el gobierno y todo el episcopado español. El general Franco renovó la consagración realizada por el rey Alfonso XIII. La Conferencia Episcopal Española patrocinó las celebraciones del cincuentenario, delegando en una comisión de obispos la preparación de las celebraciones. A su vez, se impulsó en toda España el estudio de la teología referente a la espiritualidad del Sagrado Corazón y se movilizó a los fieles para sufragar los gastos de la reconstrucción del monumento.

#### Templo subterráneo

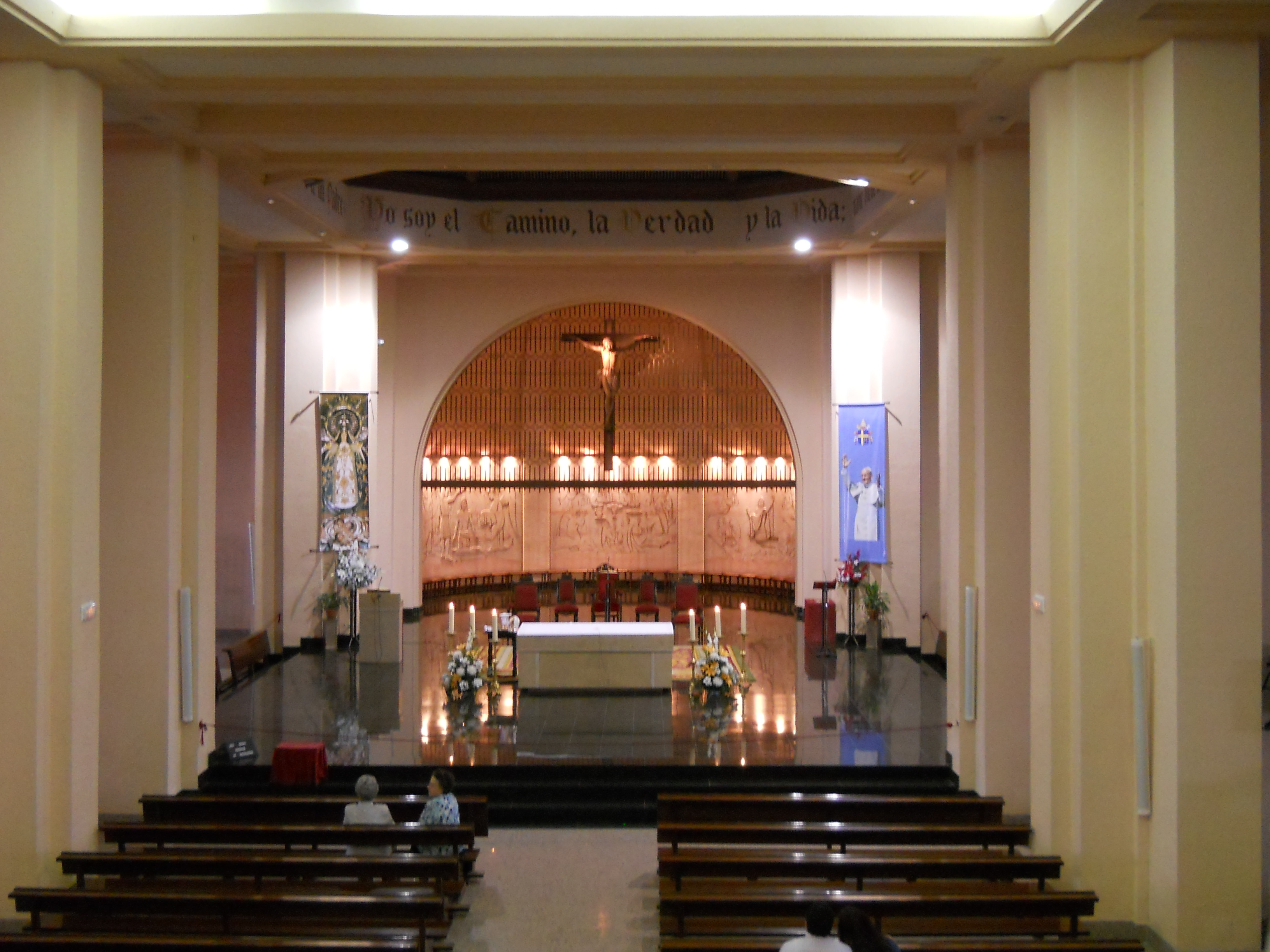
Interior del templo

Diez años después de la inauguración del monumento, en 1975, se inaugura el santuario del Sagrado Corazón de Jesús, obra no existente en el proyecto anterior.
El acceso al templo se encuentra debajo del monumento al Sagrado Corazón. Se accede por dos puertas, en las cuales (de derecha a izquierda) figuran los escudos episcopales de Casimiro Morcillo, Leopoldo Eijo y Garay, José María Salvador y Barrera y Prudencio Melo y Alcalde.
El santuario se encuentra en la base del monumento. Es de 12 metros de altura, con una superficie de 42,40 metros de largo y ancho, formando un cuadrado. El complejo está compuesto por cinco bóvedas de cañón. Las tres naves principales son de 11 metros de ancho y las dos naves laterales de 4,50 metros de ancho.

### Santuario del Cerro de los Ángeles
Desde 1991 el santuario del Cerro de los Ángeles está bajo la jurisdicción de la diócesis de Getafe. Para el año 1994 se convocó nuevamente un Año jubilar para celebrar el 75 aniversario de la inauguración. 

#### Centenario de la Consagración de España al Sagrado Corazón
Para la celebración del centenario de la Consagración de España al Sagrado Corazón, la Santa Sede concedió la celebración de un Año jubilar desde el 1 de diciembre de 2018 al 24 de noviembre de 2019. El jubileo fue inaugurado por el nuncio de Su Santidad Renzo Fratini y clausurado por el obispo de Getafe Ginés García Beltrán. Durante todo el año cerca de 100.000 peregrinos acudieron al Cerro de los Ángeles. El 30 de junio de 2019, una veintena de Obispos, 200 sacerdotes y 12 000 peregrinos renovaron en la explanada del monumento la renovación de la Consagración.

#### Basílica menor
Aunque popularmente en época contemporánea se le ha denominado basílica, oficialmente no fue declarada basílica menor (De Titulo Basilicae Minoris) hasta el pontificado del papa Francisco. El 25 de marzo de 2019 la Congregación para el Culto Divino y la Disciplina de los Sacramentos hizo público el Breve Apostólico por el que se confiere el título de basílica menor.